# Velika nagrada Tripolisa 1937
Velika nagrada Tripolisa 1937 je bila četrta neprvenstvena dirka za Veliko nagrado v sezoni 1937. Odvijala se je 9. maja 1937 v italijanskem mestu Tripolis, danes Libija. 

## Poročilo

### Pred dirko
Prve pomembnejše dirke sezone so se zaradi visokih štartnih in nagrad zaradi loterije udeležila vsa pomembnejša moštva in dirkači. Auto Union je nastopal s petimi dirkalniki, kolikor je tudi največje dovoljeno število za eno moštvo, Mercedes-Benz pa je pripeljal štiri nove dirkalnike Mercedes-Benz W125. Najhitrejši je bil na treningih Hans Stuck s časom 3:19,0 in je osvojil najboljši štartni položaj, hitra sta bila tudi Bernd Rosemeyer in Rudolf Caracciola. Tazio Nuvolari je odpeljal čas 3:33 z dirkalnikom 12C-36, ki je deloval le na enajst cilindrov od dvanajstih, kljub temu pa je bil deset sekund hitrejši od ostalih Ferrarijevih dirkačev. Richard Seaman, ki je debitiral v moštvi Mercedes-Benza, je dirkal prvič po nesreči na testiranju na dirkališču Autodromo Nazionale Monza v lanski sezoni.  

### Dirka
Štart dirke je bil ob treh popoldne po lokalnem času s štartnim semaforjem. Povedel je Caracciola, sledili so mu Rosemeyer, Stuck, Manfred von Brauchitsch, Luigi Fagioli in Hermann Lang. Slednji je v drugem krogu prehitel Fagiolija za peto mesto, Nuvolari pa je imel že v tretjem krogu težave z motorjem, dokončno je odstopil v šestem krogu. Vodstvo je prevzel Stuck, toda že kmalu je moral zaradi predrte pnevmatike v bokse in nov vodilni je postal Rosemeyer. Mercedes je načrtoval dva postanka v boksih, morda le enega, če bi bilo možno, zato so naročili dirkačem naj pazijo na obrabo pnevmatik, med tem ko so pri Auto Unionu naročili dirkačem naj dirkajo na polno. Tako je bil Rosemeyer že v petem krogu v boksih za menjavo pnevmatik. Tako je vodstvo ponovno prevzel Caracciola, Fagioli, ki je prehitel Langa nazaj, je bil drugi in je napadal vodilnega, toda tudi on je moral na postanek v bokse zaradi uničenega profila na eni od zadnjih pnevmatik. Nato je vodstvo prevzel von Brauchitsch, ki pa je po le enem krogu zopet zaostal. V štirinajstem krogu je Caracciola, kot prvi Mercedesov dirkač, opravil postanek v boksih, vodstvo je prevzel Lang. Toda držal ga je le za kratko, kajti ob varčevanju s pnevmatikami, so ga že v naslednjem krogu prehiteli Rosemeyer, von Brauchitsch in Fagioli, ki so se borili med seboj in dirkali na polno. 
Caracciola je zaradi težav z motorjem izgubil stik z vodilnimi. Štiri kroge pozneje so vodilni trije morali na postanek v bokse zaradi obrabljenih pnevmatik in vodstvo je ponovno prevzel Lang. Seaman je držal drugo mesto do drugega postanka, ko je eden od mehanikov zavaroval motor pred peskom s časopisom, ki pa ga je ob koncu postanka pozabil odmakniti. Zaradi tega je tudi Seaman izgubil stik z vodilnimi. Caracciola in Fagioli sta se borila za peto mesto, Caracciola ni nikakor spustil mimo Fagiolija. Ob Rosemeyerjevim zadnjim postankom je Auto Unionu zmanjkalo goriva, zato je postanek trajal 1:45. Napako pa je napravil tudi Mercedesov časomerilec, ki je mislil, da je Rosemeyer izgubil dva kroga, v resnici pa je zaostajal le za krog. Že kmalu je prehitel Langa in tako prišel v isti krog z njim ter ga začel loviti, Lang pa je po navodilih iz boksov dirkal počasneje in hranil material. Vseeno pa je Lang uspel ob koncu dirke ohraniti prednost desetih sekund in zmagal. Za Langom so bili uvrščeni štirje dirkači Auto Uniona, za Rosemeyerjem še Ernst von Delius, Stuck in Fagioli, nato pa Caracciola, Seaman in Hasse za popolno prevlado nemških dirkalnikov. 

### Po dirki
Auto Unionovi mehaniki so med dirko zamenjali kar petintrideset pnevmatik, samo Stuck je opravil kar sedem postankov boksih. To je bila prva pomembnejša zmaga za Lang, pa tudi prva za nov Mercedesov dirkalnik W125 na njegovi prvi dirki. Po dirki je besen Fagioli, ki mu je šele nekaj krogov pred koncem dirke uspelo prehiteti Caracciolo, oddrvel proti Mercedesovim boksom in proti Caraccioli zalučaj kladivo za menjavo pnevmatik, ki je njegovo glavo zgrešilo le za malo. Mercedesovi mehaniki so morali Fagiolija odvleči iz boksov. 

## Rezultati
Dirkači razreda Voiturette so označeni s poševnim tiskom.

### Štartna vrsta
| _______4_______ Fagioli Auto Union 3:24,98 |                                                       | _______3_______ Caracciola Mercedes-Benz 3:22,85 |                                               | _______2_______ Rosemeyer Auto Union 3:20,25 |                                            | _______1_______ Stuck Auto Union 3:19,90    |
|                                            | _______7_______ von Brauchitsch Mercedes-Benz 3:29,22 |                                                  | _______6_______ von Delius Auto Union 3:28,61 |                                              | _______5_______ Lang Mercedes-Benz 3:28,10 |                                             |
| _______11_______ Farina Alfa Romeo 3:40,32 |                                                       | _______10_______ Hasse Auto Union 3:38,15        |                                               | _______9_______ Seaman Mercedes-Benz ?       |                                            | _______8_______ Nuvolari Alfa Romeo 3:33,44 |
|                                            | _______14_______ Tadini Alfa Romeo 3:59,63            |                                                  | _______13_______ Sommer Alfa Romeo 3:46,45    |                                              | _______12_______ Brivio Alfa Romeo 3:44,20 |                                             |
| _______18_______ Uboldi Maserati ?         |                                                       | _______17_______ Villoresi Maserati 4:13,20      |                                               | _______16_______ Bianco Maserati ?           |                                            | _______15_______ Trossi Alfa Romeo ?        |
| _______22_______ Dusio Maserati 4:28,59    |                                                       | _______21_______ Hartmann Maserati 4:21,59       |                                               | _______20_______ Dreyfus Maserati 4:32,55    |                                            | _______19_______ Ghersi Maserati 4:31,43    |
| _______26_______ Barbieri Maserati 4:32,29 |                                                       | _______25_______ Belmondo Maserati 4:29,11       |                                               | _______24_______ Severi Maserati ?           |                                            | _______23_______ Magistri Alfa Romeo ?      |
| _______30_______ Rocco Maserati 4:42,81    |                                                       | _______29_______ Castelbarco Talbot              |                                               | _______28_______ Soffietti Maserati          |                                            | _______27_______ Cortese Maserati 4:14,11   |

### Dirka
| Poz | Št | Dirkač                  | Moštvo               | Dirkalnik          | Krogi | Čas/Odstop | Št. m. |
| --- | -- | ----------------------- | -------------------- | ------------------ | ----- | ---------- | ------ |
| 1   | 2  | Hermann Lang            | Daimler-Benz AG      | Mercedes-Benz W125 | 40    | 2:27:57,67 | 5      |
| 2   | 16 | Bernd Rosemeyer         | Auto Union           | Auto Union C       | 40    | + 9,65 s   | 2      |
| 3   | 22 | Ernst von Delius        | Auto Union           | Auto Union C       | 40    | + 1:14,18  | 6      |
| 4   | 38 | Hans Stuck              | Auto Union           | Auto Union C       | 40    | + 1:41,92  | 1      |
| 5   | 12 | Luigi Fagioli           | Auto Union           | Auto Union C       | 40    | + 1:44,91  | 4      |
| 6   | 20 | Rudolf Caracciola       | Daimler-Benz AG      | Mercedes-Benz W125 | 40    | + 1:55,35  | 3      |
| 7   | 4  | Richard Seaman          | Daimler-Benz AG      | Mercedes-Benz W125 | 40    | + 4:09,88  | 9      |
| 8   | 6  | Rudolf Hasse            | Auto Union           | Auto Union C       | 39    | + 4:18,99  | 10     |
| 9   | 30 | Giuseppe Farina         | Alfa Romeo           | Alfa Romeo 12C-36  | 39    | +1 krog    | 11     |
| 10  | 34 | Antonio Brivio          | Scuderia Ferrari     | Alfa Romeo 12C-36  | 39    | +1 krog    | 12     |
| 11  | 14 | Raymond Sommer          | Privatnik            | Alfa Romeo 12C-36  | 39    | +1 krog    | 13     |
| 12  | 24 | Mario Tadini            | Scuderia Ferrari     | Alfa Romeo 12C-36  | 37    | +3 krogi   | 14     |
| 13  | 8  | Laszlo Hartmann         | Privatnik            | Maserati 8CM       | 35    | +5 krogov  | 19     |
| 14  | 40 | René Dreyfus            | Officine A. Maserati | Maserati 6CM       | 34    | +6 krogov  | 18     |
| 15  | 10 | Luigi Soffietti         | Privatnik            | Maserati 6C-34     | 34    | +6 krogov  | 28     |
| 16  | 42 | Franco Cortese          | Scuderia Ambrosiana  | Maserati 6CM       | 34    | +6 krogov  | 27     |
| 17  | 60 | Francesco Severi        | Privatnik            | Maserati 6CM       | 30    | +10 krogov | 25     |
| 18  | 46 | Luigi Villoresi         | Scuderia Ambrosiana  | Maserati 6CM       | 29    | +11 krogov | 16     |
| 19  | 52 | Piero Dusio             | Scuderia Torino      | Maserati 6CM       | 27    | +13 krogov | 20     |
| Ods | 18 | Carlo Felice Trossi     | Scuderia Ferrari     | Alfa Romeo 12C-36  | 28    |            | 15     |
| Ods | 26 | Manfred von Brauchitsch | Daimler-Benz AG      | Mercedes-Benz W125 | 21    |            | 7      |
| Ods | 32 | Pietro Ghersi           | Officine A. Maserati | Maserati 6CM       | 17    |            | 23     |
| Ods | 36 | Constantino Magistri    | Privatnik            | Alfa Romeo 4CM     | 14    |            | 26     |
| Ods | 54 | Ferdinando Barbieri     | Privatnik            | Maserati 4C        | 10    |            | 22     |
| Ods | 56 | Vittorio Belmondo       | Privatnik            | Maserati 4C        | 9     |            | 21     |
| Ods | 50 | Giovanni Rocco          | Privatnik            | Maserati 6CM       | 8     |            | 25     |
| Ods | 28 | Tazio Nuvolari          | Alfa Romeo           | Alfa Romeo 12C-36  | 6     | Motor      | 8      |
| Ods | 48 | Luciano Uboldi          | Privatnik            | Maserati 4C        | 5     |            | 17     |
| Ods | 58 | Ettore Bianco           | Officine A. Maserati | Maserati 8CM       | 3     |            | 16     |
| Ods | 44 | Luigi Castelbarco       | Privatnik            | Talbot             | 2     |            | 24     |